# ギニアの鉄道
ギニアの鉄道では、ギニアにおける鉄道について記す。

## 鉄道史
ギニアで最初の鉄道は、フランス植民地時代の1902年にコナクリのトンボ島とカルームの間に建設された。当時フランスの小規模鉄道によく使われていたメーターゲージ（1m軌間）で設置された。1913年には内陸地の開発のためカンカンまで路線が延長された。この662kmの鉄道路線は、長い間唯一の公的な鉄道であり続けた。ギニア共和国が独立し、1959年6月にギニア国鉄（Office National des Chemins de Fer de Guinée、略称：ONCFG）が設立された。フランス植民地時代のコナクリ・ニジェール鉄道公社の資産が移管されたが、その後はフランスの技師や職員が即座に引き上げたため数年間機関車がほぼ保守されることがなかった。
1960年代にはコナクリからフリアへ狭軌の143kmの鉄道（コナクリ=フリア鉄道、略称：CFCF）が敷設された。
1973年、サンガレディ鉱山からボケを経由しカムサル港までボーキサイトを輸送するため、標準軌で136kmの新しい鉄道が建設された。またコナクリからカンカンへのギニア国鉄路線と平行し、コナクリからキンディアへ標準軌の105kmの鉄道がソビエト連邦の支援を受けて敷設された。この路線は国営のキンディア・ボーキサイト公社（Societé des Bauxites de Kindia (SBK)）によって運営されている。
コナクリからカンカンへの鉄道路線は1986年に廃止され、コナクリから約36kmの区間だけが残された。その後1995年に運行を完全に停止し、その後レールはほとんど盗難や無断で持ち去られるなどし2007年までに完全に解体された。
2010年、ブラジルの総合資源開発企業ヴァーレが、コナクリ - カンカン間鉄道の再建に着手した。ギニア政府との協定の一環として、ヴァーレは首都コナクリと東部のカンカン間を結ぶ旅客および一般貨物を輸送する鉄道の改修に投資したと報道された。2010年6月、「コナクリ・エクスプレス」（The Conakry Express）の運行開始により、ギニアにおける公共交通開発の大きなステップとなった。さらに、中国の国際金融政策投資公社である中国国際基金（中国語：中国国际基金）が資金提供したプロジェクトにより、この「コナクリ・エクスプレス」という全長30キロの旅客鉄道輸送システムが実現した。
総合資源開発企業リオ・ティントはギニア内陸部のンゼレコレ州・カンカン州のシマンドウ鉱山から鉄鉱石を積み出すために６５０kmの鉄道敷設を計画。その後この計画はギニアから中国へ鉄鉱石やボーキサイトを運送するSMBウィニング・コンソーシアムによる鉱山開発・資源調達プロジェクトの25年計画の一環として契約移管された。
2021年にキンディア州サントウ鉱山からダピロン港への135kmの標準軌鉄道が、SMBウィニング・コンソーシアムにより開設された。

## 事業者
現在、ギニアで運営中の鉄道は、下記の事業者3社にて運営されている。
- ギニア鉄道（Chemin de fer de Guinée、旧略称：ONCFG＝ギニア国鉄）
- ギニアボーキサイト公社鉄道及びコナクリ鉄道（Chemins de fer de la Compagnie des Bauxites de Guinée - Chemin de fer Conakry、略称：CBG)
- ボケ鉄道（Chemin de fer de Boké）

## 隣接国との鉄道接続状況
- ギニアビサウ - 接続なし
- セネガル - 接続なし
- マリ共和国 - 接続なし
- コートジボワール - 接続なし
- リベリア - 接続なし
- シエラレオネ - 接続なし